# Pfäffikon
Pfäffikon (toponimo tedesco) è un comune svizzero di 11 774 abitanti del Canton Zurigo, nel distretto di Pfäffikon del quale è capoluogo; ha lo status di città.

## Geografia fisica
Pfäffikon si affaccia sull'omonimo lago.

## Storia
Nel 1869 le località di Wermatswil e Hintergasse, fino ad allora frazioni di Pfäffikon, furono assegnate al comune di Uster; nel 1874 le località di Ottenhausen e Wagenburg, fino ad allora frazioni di Pfäffikon, furono assegnate al comune di Seegräben.

## Monumenti e luoghi d'interesse

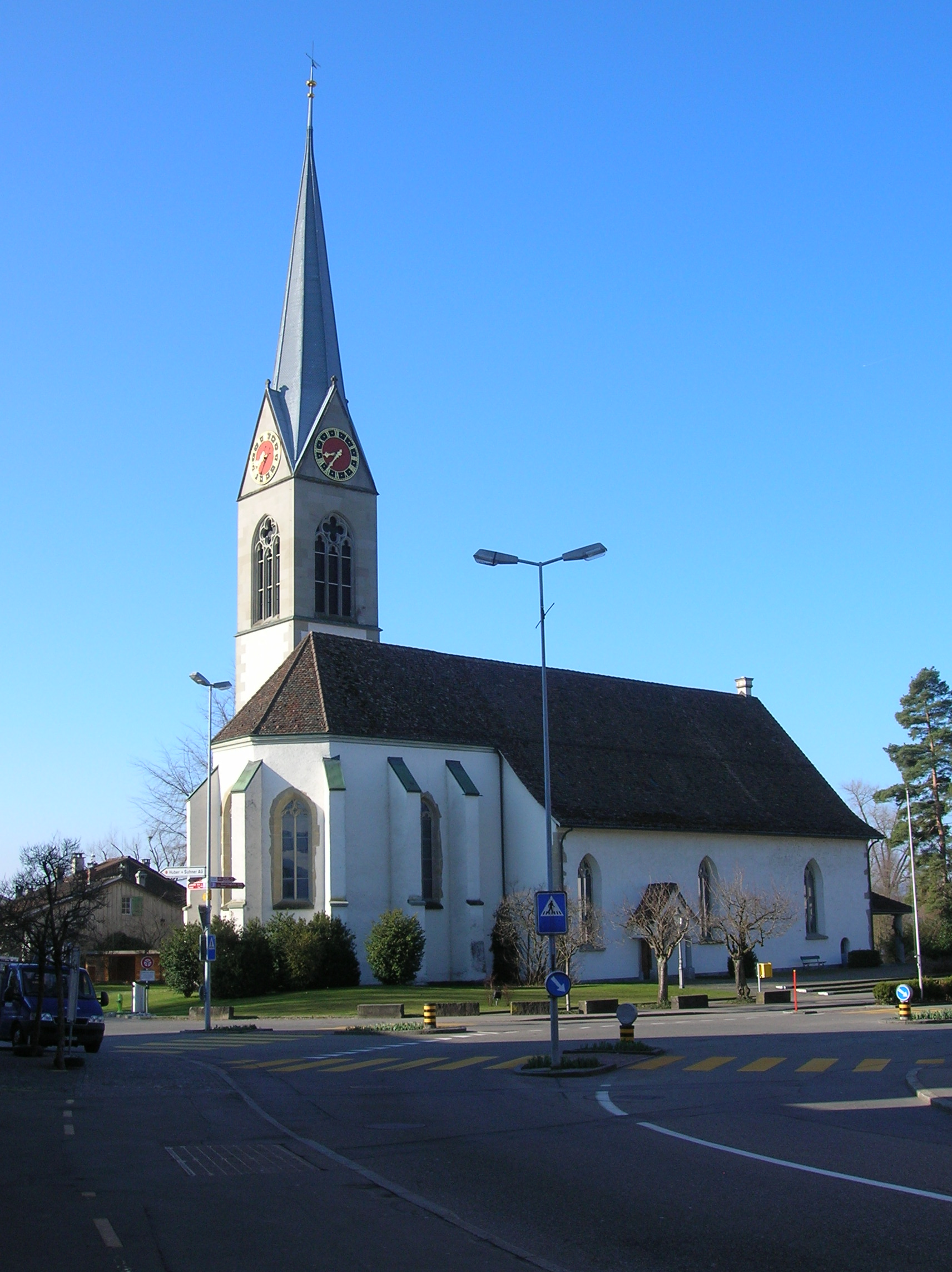
La chiesa riformata

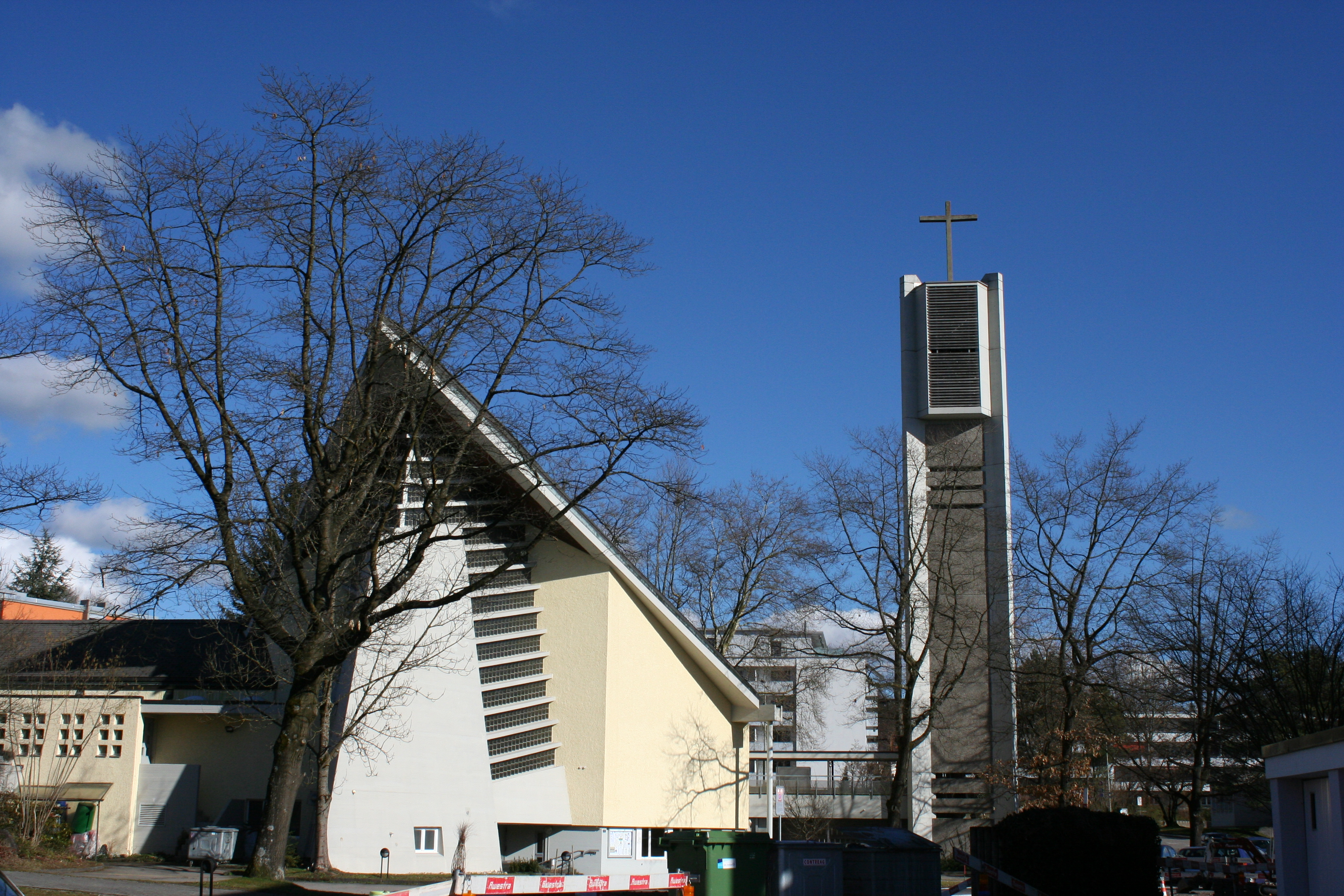
La chiesa di San Benigno

- Chiesa riformata, eretta nel 1484-1488[1];
- Chiesa cattolica di San Benigno, eretta nel 1962-1963[senza fonte].

## Società

### Evoluzione demografica
L'evoluzione demografica è riportata nella seguente tabella:
Abitanti censiti

## Geografia antropica

### Frazioni
- Auslikon
- Balm
- Bussenhausen
- Faichrüti
- Hermatswil
- Irgenhausen
- Oberwil
- Sulzberg
- Wallikon

## Infrastrutture e trasporti
Pfäffikon è servito dalla stazione di Pfäffikon ZH sulla ferrovia Effretikon-Hinwil (linee S3 e S19 della rete celere di Zurigo).

## Amministrazione
Ogni famiglia originaria del luogo fa parte del cosiddetto comune patriziale e ha la responsabilità della manutenzione di ogni bene ricadente all'interno dei confini del comune.